# Efectos de la Invasión Turca a Chipre de 1974
El 15 de julio de 1974 se dio en la isla un golpe de Estado contra el gobierno de Makarios. Éste fue liderado por un grupo de militares griegos y grecochipriotas con la intención de revivir la enosis. El mismo contaba con el respaldo de la denominada “Dictadura de los Coroneles” que gobernó Grecia entre los años 1967 y 1974.    
Esto alarmó a Turquía que temía por la minoría turcochipriota que se había comprometido a defender por el Tratado de Garantías de 1960 que había dado origen al estado chipriota. Por ello, llevó a cabo una masiva invasión del sector norte de Chipre a través de la denominada Operación Atila.
Las Invasión Turca a Chipre, cuyas operaciones militares se extendieron ente el 20 de julio y 16 de agosto de 1974, dejó una profunda marca en la isla de Chipre que se extiende hasta el día de hoy.

## Consecuencias territoriales
El 37 % de la Isla de Chipre fue ocupada por Turquía. Ello provocó la partición política del país. Siguiendo al Estado Federado Turco de Chipre creado en 1975, en noviembre de 1983 se autoproclamó el estado de facto, hoy llamado República Turca del Norte de Chipre, con casi nulo reconocimiento internacional.

## Consecuencias Políticas
La derrota de los golpistas del 15 de junio provocó el retorno de la democracia en Chipre. El 22 de julio cayó el gobierno de Nikos Sampson y se recuperó el gobierno electoralmente elegido, inicialmente a cargo de Glafcos Clerides y luego por el presidente Makarios.
Asimismo, provocó la caída del gobierno griego. El 24 de julio, bajo el peso del fiasco por su intervención en el golpe del 15 de julio y la posterior invasión turca, finalizó la Dictadura de los Coroneles o Junta de los Coroneles y se restauró la democracia en Grecia.

## Consecuencias económicas
La situación militar condujo a un colapso económico. El PBI de Chipre cayó un 17,9% a lo que se le suma la disminución del 29,9% de la inversión y el incremento al 15,2% del desempleo en la zona no ocupada. A ello se sumó la disrupción económica al separarse sectores de producción de sus propietarios y de los puertos y vías de comunicación.

## Consecuencias sociales y culturales
Desaparición de personas. De acuerdo al Committee on Missing Persons in Cyprus (CMP), se produjeron 1.510 grecochipriotas y 492 turcochipriotas desaparecidos (754 y 197, respectivamente, aún mantienen ese estatus) desde los eventos de 1963..
Destrucción de herencia cultural y religiosa. De acuerdo con el gobierno de Chipre, 133 templos religiosos o monasterios fueron destruidos en el territorio ocupado, 77 iglesias fueron convertidas en mezquitas, 18 se transformaron en depósito o alojamientos militares, 13 para guarda de ganado y una como hotel de lujo.
Problema de los refugiados. Aproximadamente un tercio de los chipriotas se transformaron en refugiados. Según datos de Naciones Unidas de octubre de 1974, el mayor grupo lo integraban los grecochipriotas, contándose 181.229 personas. En cuanto a los turcochipriotas, el número de refugiados era de unas 34.000 personas. Los grecochipriotas que quedaron en el sector controlado por los turcos eran unos 15.000. En el año 2014, solo 343 grecochipriotas y 118 maronitas vivían en el norte.
A día 9 de junio de 1975, los desplazados en el sur eran 182.000, 3.000 más que seis meses antes debido a la salida de más grecochipriotas del lado controlado por los turcos. Los desplazados turcochipriotas eran 33.900, tanto refugiados en el norte como viviendo en enclaves en el sur.

## Muertos y heridos
Bajas turcas y turcochipriotas: 568 muertos (498 miembros de las Fuerzas Armadas Turcas, 70 miembros de la Resistencia)
 2.000 heridos
 Total, 3.500 bajas (incluyendo civiles)
Bajas griegas y grecochipriotas: 4.500/6.000 muertos y heridos (civiles y militares)
A este número se le deben agregar los desaparecidos arriba señalados.

## Consecuencias militares
Bajas en las tropas de Naciones Unidas. UNFICYP, desde el 20 de julio al 5 de diciembre de 1974, sufrió 9 muertos y 65 heridos
Fin de las hostilidades intercomunales. Estando separadas las comunidades, los incidentes se limitaban a la Línea Atila, los cuales, progresivamente, irían disminuyendo.